# Емельянов, Александр Дмитриевич
Александр Дмитриевич Емельянов (04.04.1923, Самарская область — 08.08.1992) — советский военнослужащий, участник Великой Отечественной войны, полный кавалер ордена Славы, помощник командира взвода пешей разведки 207-го стрелкового полка 76-й стрелковой дивизии, старший сержант — на момент представления к награждению орденом Славы 1-й степени.

## Биография
Родился 4 апреля 1923 года в селе Соковнинка Борского района Самарской области.
Окончил 8 классов. Жил в Узбекистане. В 1941 году окончил 6-месячные курсы техников-изыскателей при Ташкентском техникуме. Работал старшим техником-топографом, диспетчером Райводхоза в городе Касан Кашкадарьинской области Узбекистана.
В декабре 1941 года был призван в Красную Армию и зачислен курсантом в Орловское военное пехотное училище, находившееся в эвакуации в городе Чарджоу. Но учёбу не закончил. В августе 1942 года из училища направлен в Оренбургскую область, где формировалась 333-я стрелковая дивизия.
На фронте с октября 1942 года. Воевал на Юго-Западном, Западном и 1-м Белорусском фронтах. Член ВКП/КПСС с сентября 1944 года. К осени 1944 года старший сержант Емельянов — помощник командира взвода пешей разведки 207-го стрелкового полка 76-й стрелковой дивизии. Особо отличился в боях за освобождение Польши.
14 сентября 1944 года старший сержант Емельянов в числе первых вышел в предместье Варшавы, оборудовал наблюдательный пункт и в течение 2 суток обеспечивал разведданными командование.
Приказом по 76-й стрелковой дивизии от 20 сентября 1944 года старший сержант Емельянов Александр Дмитриевич награждён орденом Славы 3-й степени.
18-19 января 1945 года в ходе наступления с форсированием реки Висла и выходом к 20 января в район города Плоцк старший сержант Емельянов неоднократно добывал ценные разведсведения, вскрывал систему огня в обороне противника.
Приказом по войскам 47-й армии от 9 февраля 1945 года старший сержант Емельянов Александр Дмитриевич награждён орденом Славы 2-й степени.
8-11 февраля 1945 года при прорыве вражеской обороны на подступах к городу Дёйч-Кроне старший сержант Емельянов со взводом в числе первых ворвался во вражескую траншею, выявил систему огня в опорном пункте, чем способствовал успешному наступлению. В ходе боя взято в плен 12 противников.
Указом Президиума Верховного Совета СССР от 31 мая 1945 года за мужество, отвагу и бесстрашие, проявленные в боях с вражескими захватчиками, гвардии старший сержант Емельянов Александр Дмитриевич награждён орденом Славы 1-й степени. Стал полным кавалером ордена Славы.
После войны продолжал службу в армии. В 1950 году окончил 4-месячные курсы заместителей командиров рот по политчасти при Ивановском военно-политическом училище. В октябре 1955 года капитан Емельянов уволен в запас.
Вернулся на родину. Жил в городе Куйбышев, затем переехал в город Челябинск-70. Работал слесарем на заводе № 1 Всесоюзного ордена Ленина научно-исследовательского института приборостроения.
Скончался 8 августа 1992 года. Похоронен на городском кладбище Снежинска.
Награждён орденами Отечественной войны 1-й степени, Красной Звезды, Славы 3-х степеней, медалями.
Почетный гражданин города Снежинска.
Его имя увековечено на мемориальной доске выпускникам и преподавателям Ивановского военно-политического училища в городе Иваново, открытой в мае 2010 года.